# Waters of Eden
Waters of Eden je druhé sólové studiové album Tonyho Levina. Základní kvaret pro nahrávání alba byl Levin, Larry Fast, Jerry Marotta a Jeff Pevar, na většině skladeb se ale podíleli i další hudebníci.

## Seznam skladeb
Autorem všech skladeb je Tony Levin.
| Pořadí         | Název               | Délka |
| -------------- | ------------------- | ----- |
| 1.             | Bone & Flesh        | 6:46  |
| 2.             | Waters of Eden      | 4:50  |
| 3.             | Icarus              | 5:35  |
| 4.             | Gecko Walk          | 4:58  |
| 5.             | Belle               | 4:00  |
| 6.             | Pillar of Fire      | 6:44  |
| 7.             | Boulevard of Dreams | 6:47  |
| 8.             | Opal Road           | 6:23  |
| 9.             | Utopia              | 8:03  |
| Celková délka: | Celková délka:      | 54:06 |

## Sestava
- Tony Levin – baskytara, violoncello, bezpražcová baskytara, kontrabas, elektrické violoncello
- Pete Levin – syntezátor
- Warren Bernhardt – klavír
- California Guitar Trio – akustické kytary
- Larry Fast – syntezátor
- Steve Gorn – flétna
- Jerry Marotta – bicí, perkuse
- Jeff Pevar – elektrická kytara, akustická kytara
- David Sancious – syntezátor, klavír
- David Torn – kytara, úd, programované bicí